# DVD Talk
DVD Talk är en baserad nyhets- och recensionssida om hemvideo, startad januari 1999 av Geoffrey Kleinman i Beaverton i Oregon i USA. Förutom nyheter och recensioner finns också information om dolt material, så kallade "påskägg". År 2000 ledde inlägg på forumet till att Amazon.com upphörde med dynamisk prissättning. 2007 såldes sidan till Internet Brands.

## Mottagande
Shawn Levy på The Oregonian menade att webbplatsen var "värd ett besök", Den används även av branschen för att skapa ett intresse för DVD.

### Fotnoter
1. ↑  Greg Sandoval (15 oktober 1999). ”How low can Net DVD sales go?”. CNET. http://news.cnet.com/How-low-can-Net-DVD-sales-go/2100-1040_3-231512.html. Läst 16 juli 2015.
2. ↑  Marc Saltzman (17 april 2005). ”Scrambling for 'eggs'”. Los Angeles Times. http://articles.latimes.com/2005/apr/17/entertainment/ca-eastereggs17. Läst 16 juli 2015.
3. ↑  Richard Shim (22 mars 2002). ”Hunting for Easter eggs? Try a DVD”. CNET. http://news.cnet.com/Hunting-for-Easter-eggs-Try-a-DVD/2100-1040_3-866520.html. Läst 16 juli 2015.
4. ↑  Chris Marlowe (6 september 2000). ”Amazon users spot pricing tests.”. Hollywood Reporter. Arkiverad från originalet den 16 juli 2015. https://web.archive.org/web/20150716181305/http://business.highbeam.com/2012/article-1G1-65142530/amazon-users-spot-pricing-tests. Läst 16 juli 2015.
5. ↑  Troy Wolverton (5 september 2000). ”Now showing: random DVD prices on Amazon”. CNET. http://news.cnet.com/2100-1017-245326.html. Läst 16 juli 2015.
6. ↑  . http://articles.latimes.com/2000/oct/02/business/fi-30029.
7. ↑  Chris Tribbey (1 november 2007). ”Review Site DVD Talk Sold”. Home Media Magazine. Arkiverad från originalet den 16 juli 2015. https://web.archive.org/web/20150716191618/http://www.homemediamagazine.com/news/review-site-dvdtalk-sold-11473. Läst 16 juli 2015.
8. ↑  Shawn Levy (5 januari 2006). ”Orphaned Movies of 2005”. Oregonia. http://blog.oregonlive.com/madaboutmovies/2006/01/orphaned_movies_of_2005.html. Läst 20 augusti 2014.
9. ↑  Elaine Dutka (30 augusti 2005). ”Demand driven by mouse-clicks”. Los Angeles Times. http://articles.latimes.com/2005/aug/30/entertainment/et-dvd30. Läst 16 juli 2015.
10. ↑  Elaine Dutka (5 april 2005). ”Give me 'MacGyver'! Demand leads to DVDs”. Los Angeles Times. http://articles.latimes.com/2005/apr/05/entertainment/et-dvdfans5. Läst 16 juli 2015.
11. ↑  David Streitfeld (27 september 2000). ”On the Web, Price Tags Blur; What You Pay Could Depend on Who You Are”. Washington Post. Arkiverad från originalet den 24 september 2015. https://web.archive.org/web/20150924195224/http://www.highbeam.com/doc/1P2-534607.html. Läst 16 juli 2015.